# São Lourenço (Macao)
São Lourenço (llamada oficialmente 風順堂區 / Freguesia de São Lourenço) es una freguesia china de la Región administrativa especial de Macao.

## Geografía
La freguesia de São Lourenço es una de las cinco que tiene la península de Macao.
La freguesia está rodeada de agua, excepto en el norte donde limita con la colina de Penha, donde se encuentra la Penha Hermitage y el Palacio Episcopal, y el Cerro Barra está situado al sur de esta freguesia. Al pie de estos dos cerros se encuentra una zona de villas de lujo y Santa Sancha Palace (antigua residencia de los gobernadores portugueses de Macao). La mayor parte de los edificios de los servicios públicos y las dependencias administrativas del RAEM también se encuentran en esta freguesia.

## Historia
Desde la transferencia de gobierno en 1999 por parte de Portugal, las freguesias de Macao fueron mantenidas por China como meras divisiones regionales y simbólicas sin ningún poder administrativo.

## Demografía
Gráfica demográfica de la freguesía de São Lourenço:
| Gráfica de evolución demográfica de São Lourenço entre 2011 y 2021        |
|                                                                           |
| Datos aportados por la base de datos estadísticos de populación de Macao. |

## Patrimonio
- Avenida de la República
- Cuartel moro
- Edificio del Leal Senado
- Hermitage Penha
- Iglesia de San Agustín
- Iglesia de San Lorenzo
- Largo da Barra
- Largo de San Agustín
- Mandarin House
- Palacio del Gobernador (Sede del Gobierno de la RAE de Macao)
- Palacio Santa Sancha
- Plaza Lilau
- Seminario y la Iglesia de San José
- Sir Robert Ho Tung Biblioteca
- Templo de A-Ma
- Teatro D. Pedro V